# Хавайски рай
„Хавайски рай“ (на английски: Paradise, Hawaiian Style) е американски игрален филм (комедия, мюзикъл) от 1966 година на режисьора Майкъл Мур, по сценарий на Алан Уейз и Антъни Лоурънс. Оператор е Уолъс Кели. Музиката във филма е композирана от Джоузеф Дж. Лили.

## Актьорски състав
| Роля         | Изпълнител     |
| ------------ | -------------- |
| Рик Ричардс  | Елвис Пресли   |
| Джуди Хъдсън | Сузана Лей     |
| Дани Кохана  | Джеймс Шигета  |
| Бети Кохана  | Джан Шепърд    |
| Моки Каймана | Филип Ахн      |
| Джан Кохана  | Дона Бътъруорт |
| Лани Каймана | Мариана Хил    |
| Пуа          | Ирен Тсу       |
| Лехуа Кауена | Линда Уонг     |
| Джоана       | Джули Париш    |